# متوسطي أولي
الإنسان المتوسطي الأوّلي هو نوع من الإنسان العاقل الحديث. كان النوع الرئيسي للإنسان القبصي.